# 碾子山駅
碾子山駅（てんしざんえき）とは、中華人民共和国黒竜江省チチハル市碾子山区に位置する浜洲線の駅。

## 歴史
- 1901年 - 開業。

## 隣の駅
中華人民共和国鉄道部
浜洲線
魯河駅 - 碾子山駅 - 吉新河駅
座標: 北緯47度30分49秒 東経122度52分39秒 / 北緯47.5135度 東経122.8776度